# Kaganat Rus
El Kaganat Rus és un nom encunyat pels historiadors moderns per designar una entitat política que hauria existit entre finals del segle viii i principis o mitjans del segle ix, un període força mal documentat en la història d'Europa de l'Est. El kaganat hauria estat una confederació de ciutats estat fundades per una població coneguda com a «rus» i formada per elements bàltics, eslaus, ugrofinesos, turquesos, magiars i varegs. Hauria estat el predecessor de la dinastia dels ruríkides i de la Rus de Kiev. El seu abast territorial és objecte de debat, però els principals assentaments haurien estat Holmgard, Aldeigha, Liubxa, Alaborg, Sàrskoie Gorodisxe i Timeriovo. Hauria estat l'escenari del desenvolupament d'una etnicitat eslava oriental distinta, els rus, precursors dels actuals russos, belarussos, rutens i ucraïnesos. Els seus caps haurien dut el títol de kagan. Les primeres fonts daten del 830 i el títol de kagan per designar el sobirà de Kíev no torna a aparèixer després del 922.